# Verwaltungsgemeinschaft Nennslingen
In der Verwaltungsgemeinschaft Nennslingen im mittelfränkischen Landkreis Weißenburg-Gunzenhausen haben sich am 1. Mai 1978 folgende Gemeinden zur Erledigung ihrer Verwaltungsgeschäfte zusammengeschlossen:
1. Bergen, 1197 Einwohner, 19,92 km²
2. Burgsalach, 1173 Einwohner, 19,30 km²
3. Nennslingen, Markt, 1458 Einwohner, 21,97 km²
4. Raitenbuch, 1236 Einwohner, 38,17 km²

Einwohnerstand: 31. Dezember 2014
Sitz der Verwaltungsgemeinschaft ist die namensgebende Marktgemeinde Nennslingen. In der Verwaltungsgemeinschaft leben 4832 Personen (Stand: 31. Dezember 2014), dies entspricht etwa fünf Prozent der Bevölkerung des Landkreises Weißenburg-Gunzenhausen. Die Verwaltungsgemeinschaft umfasst eine Fläche von 99,4 Quadratkilometern, dies entspricht etwa zehn Prozent der Landkreisfläche. Damit ist diese Region die am dünnsten besiedelte des Landkreises.
Vorsitzender ist Walter Gloßner (zugleich Erster Bürgermeister der Gemeinde Bergen).